# Tory Island SPA
Tory Island SPA este o arie protejată (arie de protecție specială avifaunistică — SPA) din Irlanda întinsă pe o suprafață de 570,77 ha, integral pe uscat.

## Localizare
Centrul sitului Tory Island SPA este situat la coordonatele 55°15′49″N 8°13′00″W / 55.263488°N 8.216719°V.

## Înființare
Situl Tory Island SPA a fost declarat arie de protecție specială avifaunistică în noiembrie 1995 pentru a proteja 13 specii de animale.

## Biodiversitate
Situată în ecoregiunea atlantică, aria protejată nu include niciun habitat protejat.
La baza desemnării sitului se află mai multe specii protejate de  păsări (13): alca (Alca torda), cristeiul de câmp (Crex crex), șoim călător (Falco peregrinus), papagal de mare (Fratercula arctica), Fulmarus glacialis, Larus argentatus, pescăruș sur (Larus canus), pescăruș râzător (Larus ridibundus), Phalacrocorax aristotelis, Pyrrhocorax pyrrhocorax, Rissa tridactyla, chiră mică (Sterna albifrons), Uria aalge.
Pe lângă speciile protejate, pe teritoriul sitului au mai fost identificate 2 specii de plante, 3 specii de păsări.